# Rue Duban
Pour les articles homonymes, voir Duban.
La rue Duban est une rue située dans le 16e arrondissement de Paris.

## Situation et accès
La rue Duban commence 4-5 place Chopin et finit au 1, rue Bois-Le-Vent et place de Passy.
Le quartier est desservi par la ligne 9 à la station La Muette ; la gare de Boulainvilliers de la ligne C se situe à proximité.

## Origine du nom

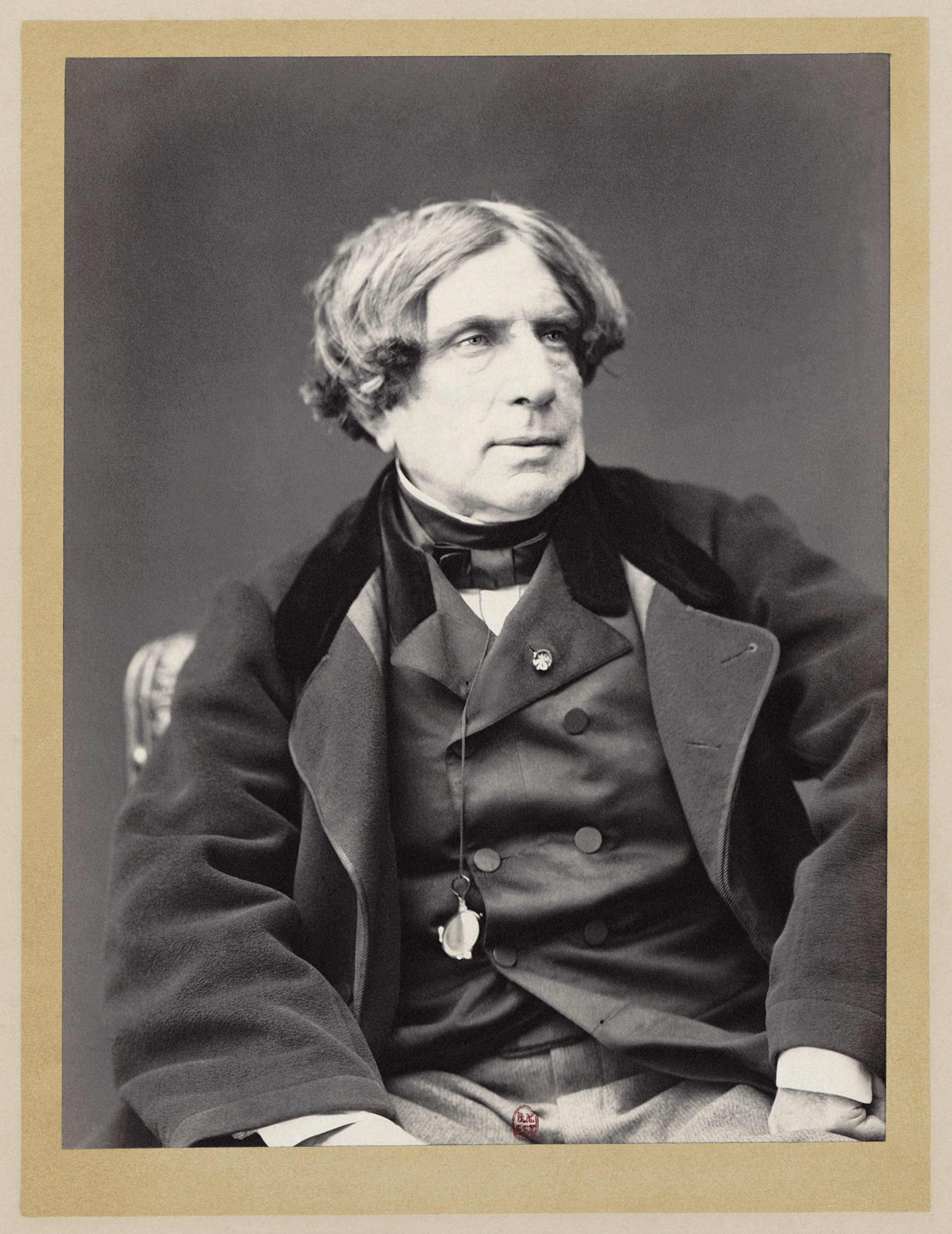
Félix Duban.

Cette rue doit son nom à l'architecte Félix Duban (1797-1870), qui habitait le quartier. Avec Jacques Hittorff et Henri Labrouste, il fut le chef incontesté de la nouvelle génération romantique.

## Historique
La voie faisait partie de la commune de Passy. Elle est ouverte en 1848 sur le terrain de l'ancien hôtel de Travers, qui faisait l'angle avec la rue de l'Église, acheté en 1768 par Louis XV pour loger les équipages du château de la Muette. Louis XVI en fait don en 1787 au concierge de ce château, Filleul. Sa veuve Rosalie Filleul et Émilie Félicité Chalgrin, née Vernet et fille du peintre Claude Joseph Vernet qui s'y était réfugiée, sont arrêtées et guillotinées en 1794,.
Jusqu'en 1875, elle porte le nom de « rue du Marché » puis, jusqu'en 1879, de « rue Bouillé », avant de prendre sa dénomination actuelle.

## Bâtiments remarquables
- La rue Duban longe le marché de Passy, dont l'adresse est au 1, rue Bois-Le-Vent, également établi à l'emplacement de l'ancien « hôtel de Travers ».

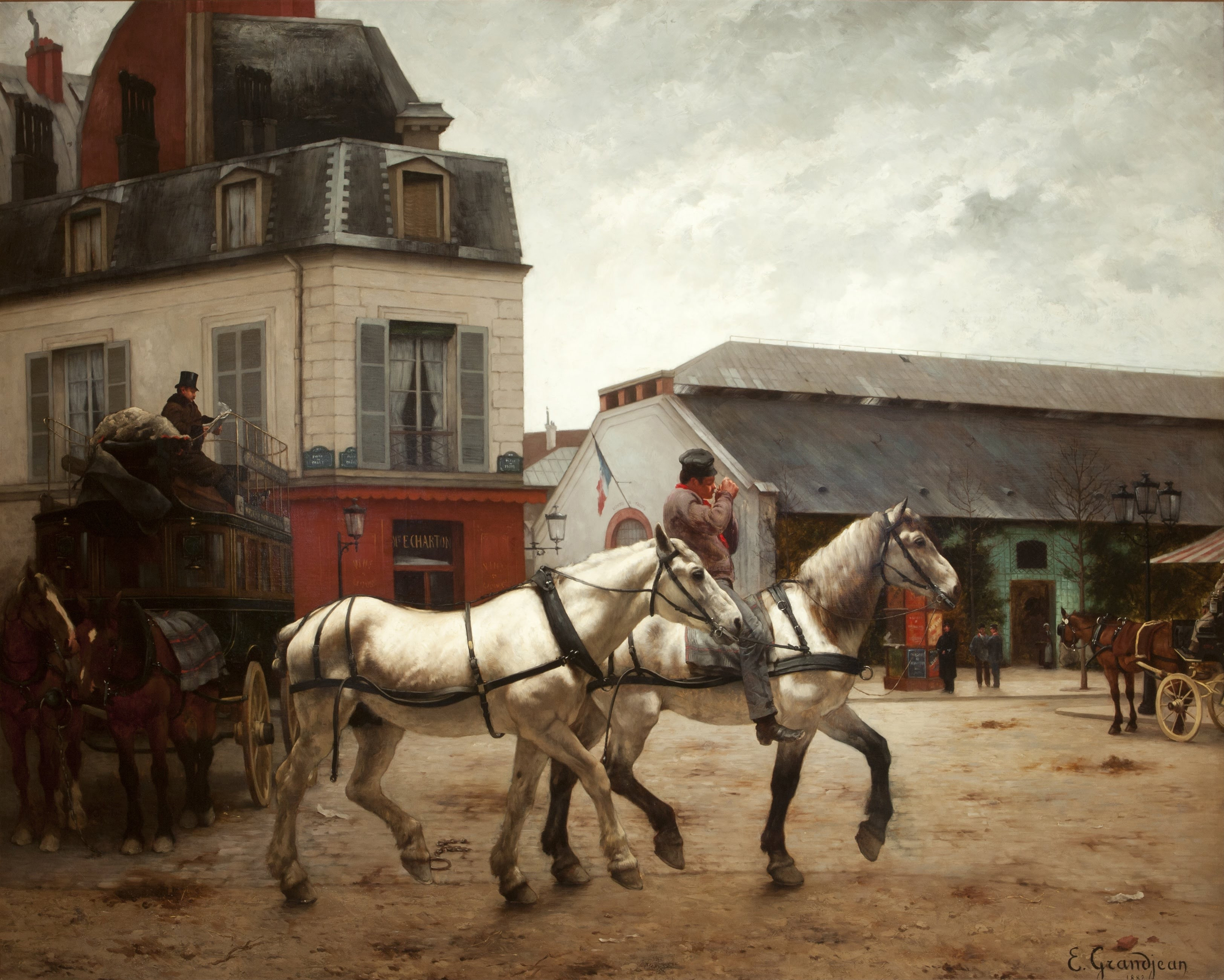
A Coach Stop on the Place de Passy, toile d'Edmond Georges Grandjean (1882). On devine la rue Duban, au fond, entre les deux bâtiments, celui de droite accueillant le marché de Passy.
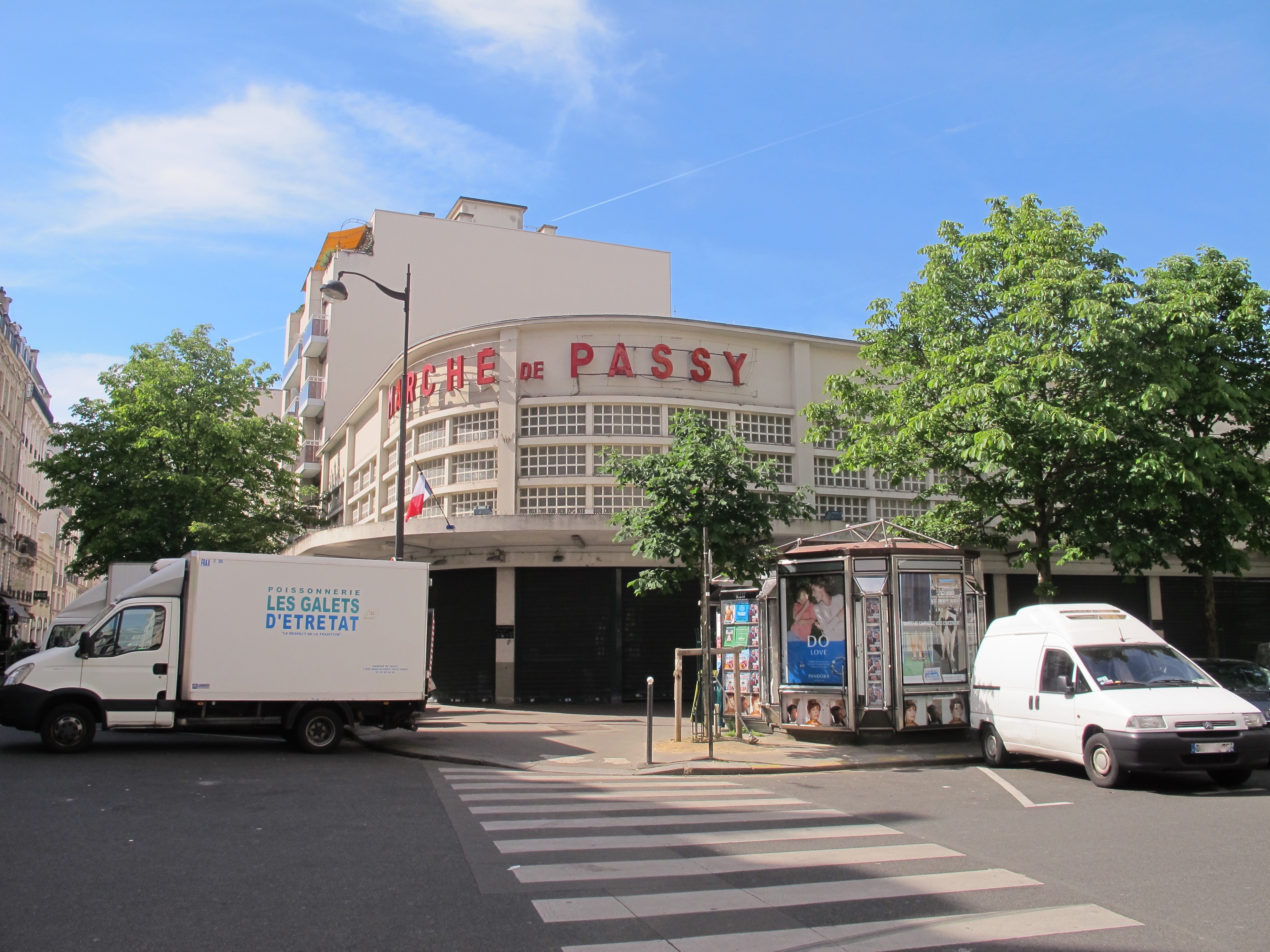
Le marché actuel.